# 馬炳
馬炳（？—？），清朝政治人物。甘肅昌吉縣人。
馬炳為附生出身。道光二十三年（1843年）十二月，署任湖南永順府龍山縣知縣。